# Разводная площадь
Разво́дная площадь — расположена в Среднем Петергофе, за Гербовым (западным) флигелем Большого Петергофского дворца. С севера ограничена улицей Морского Десанта.

## История
Название появилось в 1830-е годы, до середины XIX века существовал в форме Разводное место. Здесь проводились разводы дворцового караула.
Ансамбль Разводной площади (1-й Министерский дом, 2-й Министерский дом, Флигель-адъютантский дом) был создан в 1834—1841 годы архитектором И. И. Шарлеманем 1-м.

## Примечательные здания
- Разводная площадь (улица Морского Десанта, 1) — Первый Министерский дом, 1834—1839 гг., арх. И. И. Шарлемань 1-й.
- № 1 — флигель-адъютантский дом, 1834—1839 гг., арх. И. И. Шарлемань 1-й.  7810414000
- № 3 — Второй Министерский дом, 1834—1839 гг., арх. И. И. Шарлемань 1-й.  781710803710006